# Labdarúgó

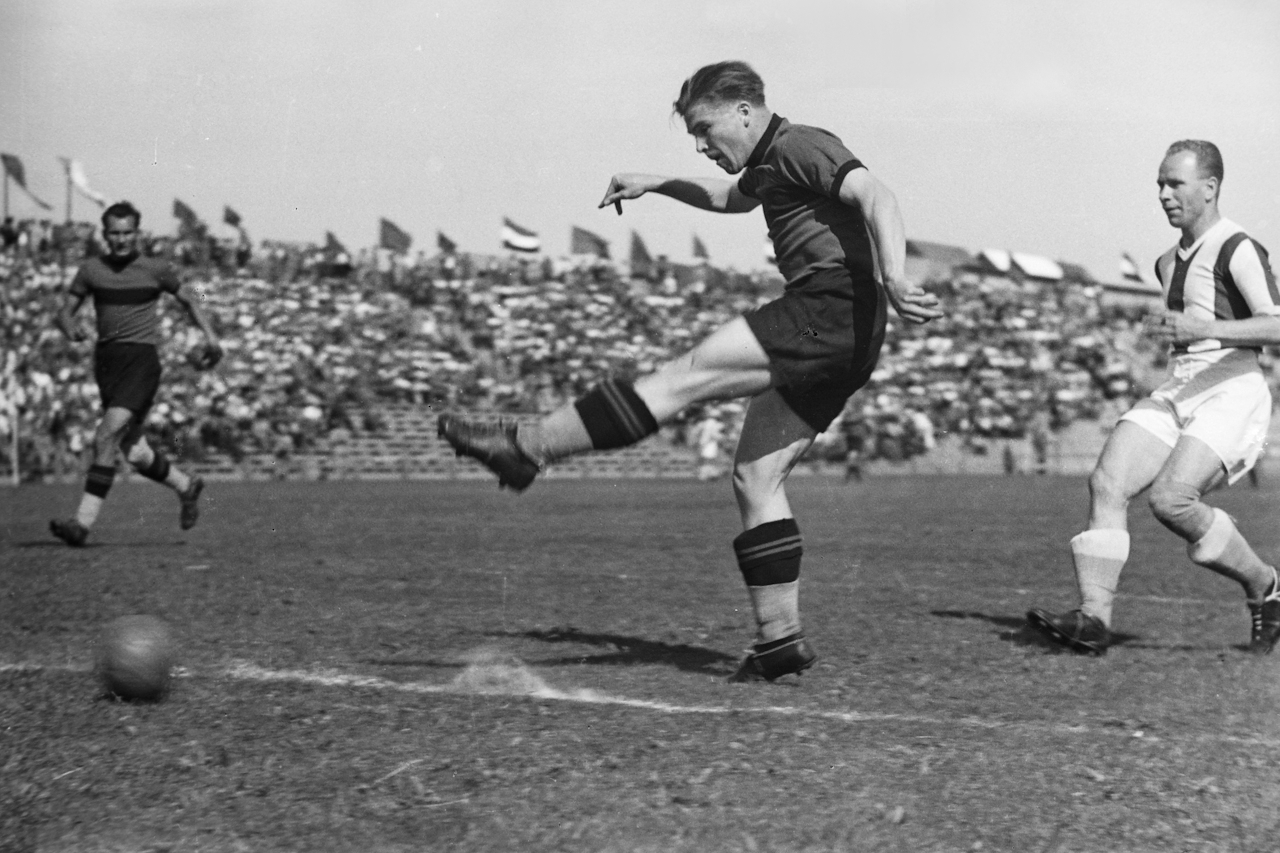
Puskás Ferenc labdarúgó kapura lő

A labdarúgó a labdarúgás csapatsportban szereplő játékosok összefoglaló neve. Egy csapatban legfeljebb tizenegy játékos lehet egyszerre a pályán: egy kapus és 10 mezőnyjátékos.

## A játékosokról általában
Rossz csere esetén – ha többen vannak, mint tizenegyen az egyik csapatban – a vétkező csapatból nem állítható ki senki, de a figyelmeztetés után a szabályi előírás alapján a rendet a játékvezetőnek helyre kell állítania. Hét játékosnál kevesebb egyik csapatban sem lehet a pályán. Tehát, ha sérülések, vagy kiállítások miatt az egyik csapatból öt játékos hiányzik, a találkozót 5 perces várakozás után be kell szüntetni. Egy mérkőzés elvileg elkezdhető akkor is, ha valamelyik csapat nem tud játékba küldeni 11 játékost, azonban erre – alacsonyabb osztályok kivételével – nemigen akad példa.
1958 óta a Football International Association Board engedélyezi, hogy a sérült játékosokat lecserélhessék, viszont ez hivatalos meccseken csak háromszor megengedett. Világbajnokságokon csak 1970 óta lehet cserélni. 1995-től a három csere posztoktól független.
A lecserélt játékosoknak korábban be kellett menniük az öltözőbe, a 90-es évektől azonban már leülhetnek a kispadra, és ott végignézhetik a mérkőzés hátralévő perceit. Csak a kiállítottaknak kell elhagyniuk a pályát és a kispadot is, majd elvileg be kell vonulniuk az öltözőbe. Kapus kiállítása, vagy sérülése esetén – megfelelő csere hiányában – be kell állnia a helyére egy mezőnyjátékosnak, természetesen kapusmezt kell felhúznia.
A játékosokat a kezdőcsapatban általában 1-től 11-ig számozzák. A számokat jól láthatóan kell feltüntetni a mez hátán. Az elmúlt évtizedekben – főleg a nemzetközi bajnokságokon – a nadrágon is szerepel a szám. A számozás elsősorban a játékvezető, illetve a sajtó munkájában, a televízió riporter közvetítésénél az azonosító munkában ad nagy segítséget. A hagyományok szerint a kapus kapta az 1-es mezt, a védők 2-től 4-ig, a fedezetek az 5-öst és a 6-ost, a csatárok pedig 7-től 11-ig. A klasszikus formációk felbomlása után felborult ez a számozási rendszer is, így egy játékos 1-től 99-ig bármely számot viselheti. Nagy nemzetközi tornákon és számos nemzeti bajnokságban bevezették, hogy a játékosok a nevüket is viseljék a mezük hátán. A számokat 1 és 22, vagy 23 közé korlátozzák.

## A labdarúgóposztok
- Az egyes labdarúgók eltérő stratégia, illetve taktikai feladatokat igyekeznek teljesíteni.
- A posztok közötti legalapvetőbb felosztás a labdarúgókapus és a mezőnyjátékosok közötti.

### A labdarúgókapus
- A labdarúgókapus feladata a másik csapat gólszerzésének megakadályozása. Ennek érdekében az alábbi többletjogosítványai vannak a mezőnyjátékosokkal szemben:
  - 1871 óta kézzel is megfoghatja a labdát, de csak a saját 16-osán belül. (1871-től 1913-ig a kapus a saját térfelén végig megfoghatta a labdát.) 1901 óta lehet támadni a kapust az "öt és feles"-en belül.

### A mezőnyjátékosok
A mezőnyjátékosok posztjainak csoportosítása és az egyes posztok elnevezései történetileg változók. 

## Lásd még
- Labdarúgás
- Legalább százszoros válogatott labdarúgók listája